# Ebony Ayes
Ebony Ayes, född 28 januari 1962, är en amerikansk porrskådespelare. Hon var en av de mest kända afroamerikanska porrskådespelarna på sin tid. Ayes karriär stod som högst i slutet av 1980-talet och i början av 1990-talet och hon gjorde sin sista film 1996.